# Erik Tigerstedt
Erik Tigerstedt (före adlandet Falander), född 21 mars 1640 i Åbo, död där 16 april 1697, var en svensk ämbetsman och universitetslärare.

## Biografi
Erik Tigerstedt var son till kyrkoherden Erik Falander och Margareta Hermainen. Efter studentexamen vid Åbo akademi 1650 och filosofie kandidatexamen där 1665 blev han 1666 auskultant vid Åbo hovrätt och adjunkt i filosofi vid Åbo akademi 1668. Han utnämndes även till underlagman i Närpes friherreskap och 1669 till akademisekreterare. 1671 utsågs han till professor i grekiska och hebreiska språken i Åbo och till lagläsare i Raseborgs grevskap 1673. Han var rektor för Åbo akademi 1681 och blev juris professor där 1682, samt assessor i Åbo hovrätt 1685, förestod 1690 landshövdingeämbetet i Åbo och Björneborgs län samt adlades 1691. Tigerstedt var den förste som vid Åbo akademi anslöt till studiet av den klassiska litteraturen på grekiska vid sidan av Nya testamentet. Han publicerade fyra av Isokrates tal och Plutarchos pedagogik med latins översättning, och utgav ett flertal disputationer, behandlande rätts- och moralfilosofiska ämnen.